# Серафим (Велицкий)
Епископ Серафим (в миру Сергей Павлович Велицкий; 1872, Череповец — октябрь 1927, Новгород) — епископ Русской православной церкви, епископ Крестецкий, викарий Новгородской епархии.

## Биография
Родился в 1872 году в Череповце в семье священника Христорождественской Шеконской церкви Павла Сосипатровича Велицкого. Мать его, Анна Петровна Пушторская, принадлежала к дворянскому роду Пушторских. В семье были более младшие дети: Мария, Нина и Алексей.
Учился в Новгородской духовной семинарии, но из второго класса ушёл по болезни.
Служил в храмах военного ведомства в Бобруйске, Казани, Херсоне, Елисаветграде. 26 декабря 1895 года в Казани рукоположён во диакона. В 1896 году поступил на миссионерские курсы при Казанской Духовной Академии по Монгольскому отделу. Окончил курс в 1898 году.
Был женат, но овдовел молодым.
5 марта 1900 постригся в Тихвинском Успенском монастыре и 9 марта 1900 года посвящён в сан иеромонаха епископом Кирилловским Арсением. Принят епископом Забайкальским и Нерчинским Мефодием в число миссионеров Забайкальской противобуддийской миссии.
За отлично-усердную службу епископом Мефодием 27 июня 1901 года награждён набедренником, 6 мая 1904 года — наперсным крестом, выдаваемым от Святейшего Синода.
В июне того же года указом Св. Синода назначен исполняющим обязанности настоятеля Тихвинского Антоние-Дымского монастыря; утверждён в должности 9—19 ноября 1905 года. В 1909 году возведён в сан игумена.
Имел благодарности от Его Высокопреосвященства, Новгородского Епархиального попечительства о бедных духовного звания (ноябрь 1904 г.) за усердный сбор пожертвований в пользу сирот.
В 1911—1915 годах вновь был сотрудником епископа Мефодия в Забайкальской, Томской и Оренбургской епархиях; в 1914 году возведён в сан архимандрита.
С февраля 1915 года — исполняющий обязанности настоятеля второклассного необщежительного мужского Вяжицкого Николаевского монастыря под Новгородом; утверждён в должности 2—12 сентября 1916 года. В 1920 году монастырь закрыли, но богослужения в храме продолжались до начала 1930 года.
3 июля 1921 года в новгородском Софийском соборе хиротонисан во епископа Крестецкого, викария Новгородской епархии.
Выехавший в начале июля 1922 года по вызову ГПУ в Москву митрополит Новгородский и Старорусский Арсений (Стадницкий) (в Новгород он больше не вернулся) поручил епископу Серафиму управление епархией. В сложившихся условиях он с большинством новгородского духовенства признал обновленческое ВЦУ как временный административный орган, уклонившись тем самым в обновленческий раскол. 4 сентября 1922 года записался в группу «Живая церковь».
Постановлением ВЦУ от 13 сентября 1922 году назначен епископом Боровичским, викарием Новгородской епархии
К концу 1922 года открыто заявил о разрыве с обновленчеством и принял на себя управление Новгородской епархией с прежним титулом епископа Крестецкого. Не ранее 1924 года — епископ Маловишерский, викарий Новгородской епархии.
В 1927 году был арестован, через нескольско месяцев скончался и был похоронен архиепископом Хутынским Алексием (Симанским) на территории Вяжищского монастыря. По воспоминаниям очевидцев, от Новгорода до монастыря гроб с телом епископа несли на руках.